# یرجانیک هوویان
یرجانیک سارگسی هوویان (ارمنی: Երջանիկ Սա۱۹۲۱րգսի Հովեյան؛  زادهٔ ۱۹۲۱ - درگذشته تاریخ نامعلوم) کارشناس علوم پرورشی اهل ارمنستان بود.

## زندگی‌نامه
وی در ۱۹۲۱ در یرانوس به دنیا آمد و از دانشگاه دولتی علوم پرورشی خاچاطور آبوویان ارمنستان فارغ‌التحصیل گشت.  همچنین برندهٔ جوایزی همچون آموزگار شایسته ارمنستان شوروی(۱۹۶۹)، نشان ستاره سرخ، مدال دفاع از لنینگراد، نشان افتخار (درجه سه) شده است. سال درگذشت نامعلوم است

## یادداشت
1. ↑  Փառքի 3-րդ աստիճանի շքանշան